# 加德納山 (埃爾斯沃思地)

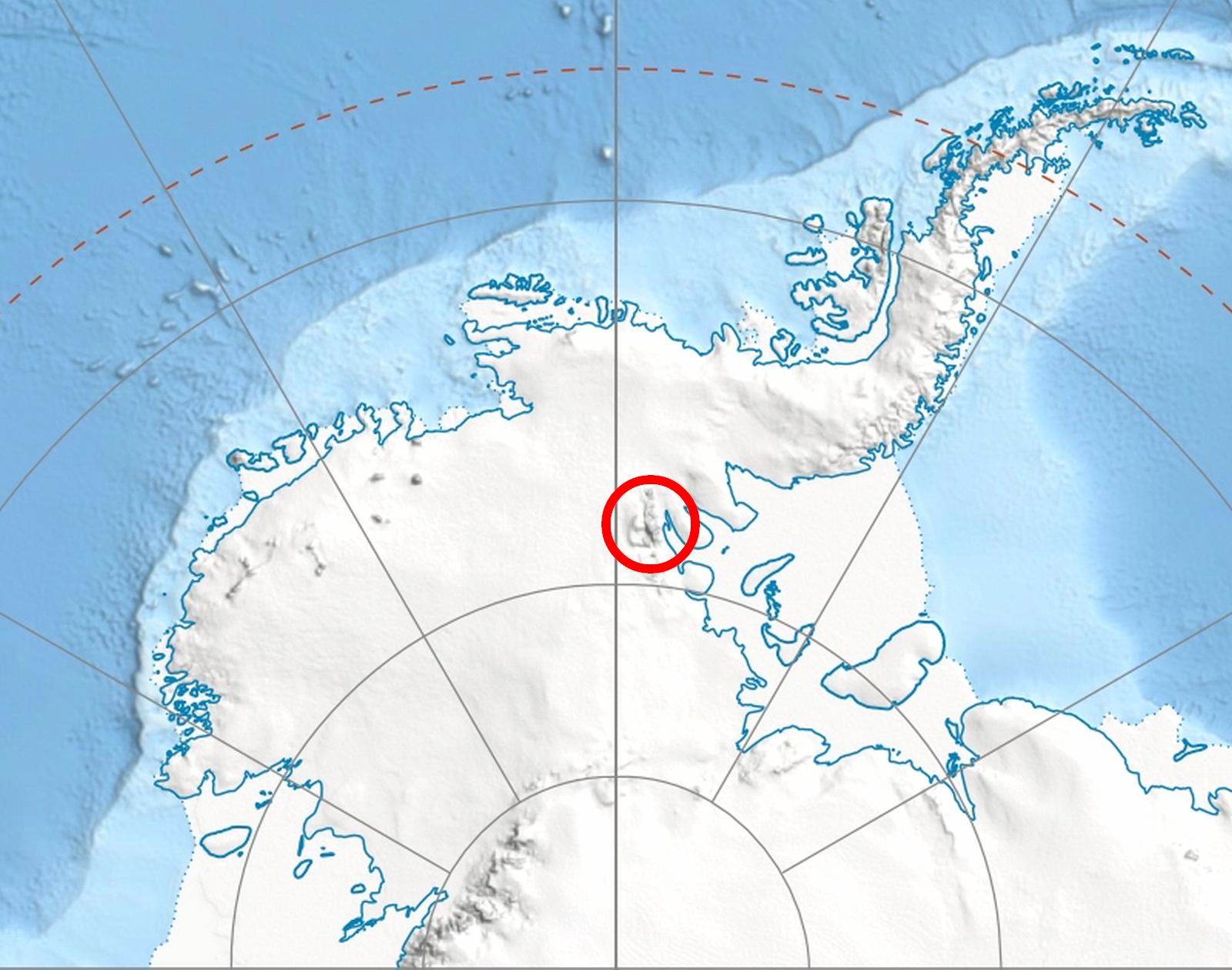

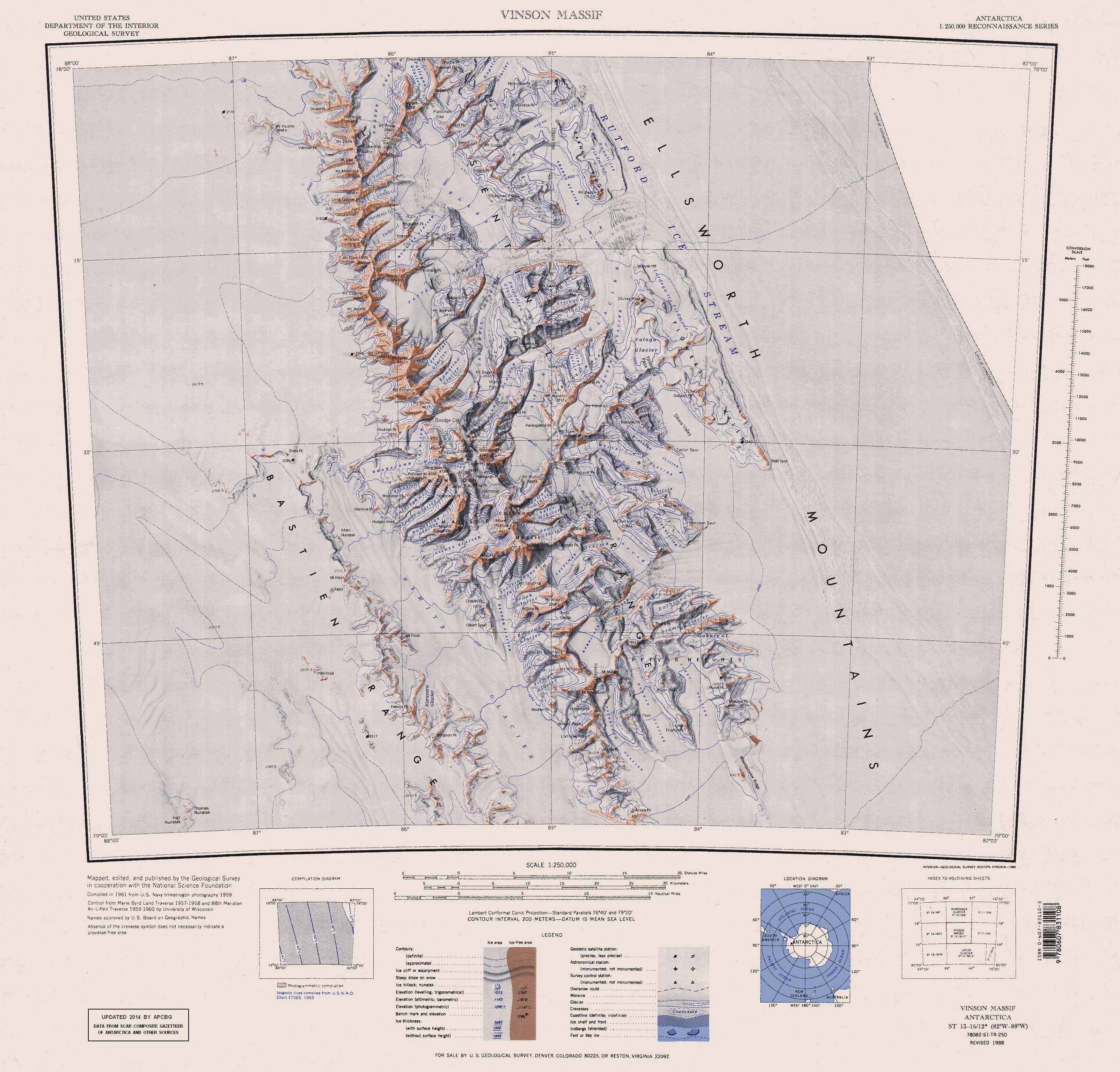

加德納山（英語：Mount Gardner），是南極洲的山峰，位於埃爾斯沃思地，屬於埃爾斯沃思山脈中森蒂納爾嶺的一部分，處於泰里山以西3公里，海拔高度4,685米，現時由南極條約體系管理。